# Michaela Lindner
Michaela Lindner (* 1958 in Görlitz als Norbert Lindner) ist eine ehemalige Politikerin der Partei Die Linke.

## Leben
Lindner wuchs als Junge auf. Sie studierte an der Technischen Universität Dresden Verfahrenstechnik. 1994 wurde sie sich ihrer Transidentität bewusst. Lindner versuchte, ihre Identität zu verdrängen, und wurde zum Workaholic, hatte gleichzeitig drei Arbeitsstellen und engagierte sich zudem in der Politik. 1996 wurde sie für die PDS zum Bürgermeister von Quellendorf in Sachsen-Anhalt gewählt. Lindner hatte eine Baufirma.
1997 wurde ihr klar, dass das Leben so nicht weitergehen konnte, und sie bereitete schrittweise ihr neues Leben als Frau vor. 1998 war sie so weit, auch vor der Öffentlichkeit zu den Veränderungen zu stehen, und erschien in entsprechender Kleidung im Dienst. Unbekannte wandten sich daraufhin an die Presse. Der Gemeinderat leitete ohne Angabe von Gründen ein Abwahlverfahren ein. Sie wurde mit 482 Stimmen der 782 Wahlberechtigten als Bürgermeister abgewählt.
1999 zog Michaela Lindner nach Berlin, im selben Jahr wurde sie körperlich zur Frau angeglichen. In Berlin war sie Mitglied der Bezirksverordnetenversammlung in Kreuzberg. Seit Sommer 2002 wohnt sie in Erfurt. Im Juni 2003 gründete sie dort ein Unternehmen, die TheaterAgentur Erfurt. Diese leitet sie bis heute (Stand: 2013). Mit ihrer Truppe, die verschiedene gesellschaftliche Probleme aufgreift, tritt sie in Schulen auf.
Michaela Lindner heiratete im Mai 2005 eine Frau. Sie war bereits früher einmal verheiratet; aus dieser Ehe gingen zwei Kinder hervor.

## Werke
- Michaela Lindner: Ich bin, wer ich bin. Ein öffentliches Leben als Mann und als Frau. Eichborn, Frankfurt am Main 2000, ISBN 3-8218-1628-7.